# Alferio de Alferis
Alferio de Alferis (latinizzazione: Alferius; Alife, 1210 circa – Viterbo, 1258) è stato un vescovo cattolico italiano.
Precocemente emerso dalla nobiltà locale, il magister Alferius ci è stato tramandato come un colto ecclesiastico di carriera. Partì dalla sua città per compiere gli studi a Roma, dove lo troviamo come prelato della Curia pontificia e cappellano del cardinal Fieschi, con cui ebbe un profondo rapporto di familiarità. Alferio faceva parte, infatti, del suo stretto entourage quando il Fieschi, nominato cardinale diacono di Sant'Adriano, viveva alla corte papale, regnante Papa Innocenzo IV del quale era nipote. Entrato nelle grazie del papa stesso che ne apprezzava la preparazione e l'avvedutezza, il dotto sacerdote alifano chiese e ottenne di ritornare nella sua città natale, dove prima fu nominato canonico di quella cattedrale e, poi, fu nominato vescovo, con l'onore di essere ordinato direttamente dal papa nel 1252 praticamente imponendolo al capitolo alifano, che aveva il diritto di eleggere il vescovo diocesano.
Tuttavia, il vescovo Alferio non poté subito prendere possesso della sua sede a causa dell'autorità imposta sulla città di Alife e su tutta la provincia di Terra di Lavoro dall'imperatore Corrado IV che osteggiava il dominio del papa sul Regno di Napoli. A causa di tale situazione di turbolenza, il papa trasferì Alferio alla diocesi di Viterbo il 28 aprile 1254, raccomandandolo con una lettera ai maggiorenti di quella città; un'altra dello stesso tenore fu spedita anche dal cardinal Fieschi. In questa diocesi sono conservati diversi documenti da lui sottoscritti, ma è ricordato principalmente per aver celebrato un importante sinodo diocesano nel 1254, durante il quale prese importanti decisioni per il miglioramento della disciplina del clero. Durante il suo episcopato ospitò due papi presso il suo episcopio: il già citato Innocenzo e Alessandro IV. Ebbe, altresì, la fortuna di assistere ad un importante avvenimento per il popolo viterbese: la morte della beata Rosa, in seguito diventata patrona della città. Alferio resse la diocesi di Viterbo per quattro anni e in quella città morì nel 1258. Il suo corpo fu sepolto nel sepolcreto dei vescovi della cattedrale di San Lorenzo.
La nobile famiglia alifana dei de Alferis edificò ad Alife la Chiesa di Santa Maria Maddalena, nei pressi di Porta Beneventana (attiva fino al '700, poi chiusa al culto e adattata ad abitazione nel 1890): da questa famiglia, imparentata con l'omonima di Isernia, uscirà anche un altro vescovo, Giovanni de Alferis, che reggerà la chiesa alifana dal 1389 al 1412.